# Frank Schlesinger
Frank Schlesinger, ameriški astronom, * 11. maj 1871, New York, ZDA, † 10. julij 1943, Old Lyme, Connecticut, ZDA.
Schlesinger je najbolj znan po svojem delu s področja rabe fotografskih plošč namesto vizualnega opazovanja pri raziskavah v astronomiji.
Po njem se imenuje asteroid 1770 Schlesinger.